# 黃鏞
黄镛（？—1510年），字洪振，明朝驸马都尉，徽州府休宁县人，明英宗第八女嘉祥公主的丈夫。
明仁宗在东宫时，黄镛的姑祖母选侍，后册封恭靖妃。黄镛以外戚居住在京师。成化十三年（1477年）嘉祥公主下嫁驸马黄镛。曾经奉册宝充正使册封楚王，所过之地不扰百姓官民。他的性情喜好宾客，重视文士。正德五年（1510年）九月初二黄镛卒，明武宗辍视朝一日，命有司给棺椁、斋米，营葬事如例。授其子黄曾为锦衣卫百户。